# José Figueres Ferrer
José Figueres Ferrer, cunoscut ca «Don Pepe» , (n. 25 septembrie 1906, San Ramón, Costa Rica, Provincia Alajuela, Costa Rica – d. 8 iunie 1990, San José, Costa Rica) a fost un politician costarican, el a servit ca
Președintele Republicii în trei perioade, 1948-1949 (de facto), 1953-1958 și 1970-1974 și secretar al Afacerilor Externe și Cultului din Costa Rica din aprilie până în mai 1948. El este liderul victorios al războiului civil din Costa Rica, fondatorul celei de-a doua republici. Una dintre principalele sale realizări a fost eliminarea armatei Costa Rica, ceea ce a făcut ca Costa Rica să fie prima țară din America și din lume care să o facă fără forțele armate.

## Biografie
José María Hipólito Figueres i Ferrer a fost fiul imigranților catalani Mariano Figueres i Forges și Francesca Ferrer i Minguella. Limba catalană era limba sa maternă. Sa căsătorit cu Henrietta Boggs Long în prima sa căsătorie, cu care avea doi copii, José Marti și Shannon Figueres Boggs, iar în al doilea rând, Karen Olsen Beck, procreating patru copii; José María, Christiana, Mariano și Kirsten Figueres Olsen. A absolvit studiile la Școala primară pentru băieți din San Ramón, Alajuela și ca student intern la Școala de Școală și la Liceo de Costa Rica. În 1924 a plecat la Boston, Statele Unite, la o călătorie de lucru și de studiu. Se întoarce patru ani mai târziu și dobândește ferma La Lucha sin Fin, în San Cristóbal de Desamparados. Produce saci și sfoară de cânepă. Câțiva ani mai târziu, el se va dedica elaborării articolelor din lemn. Timp de doisprezece ani lucrează în agricultură și în unele proiecte industriale. În acest timp, el publică în presă câteva scrieri despre problemele agricole care sunt distribuite în "Café Popular" din San José. Acesta aderă la grupul Pro República Española în solidaritate cu democrația iberică, apoi amenințată de fascism. Din 1940 sa întâlnit adesea cu avocatul său, Alberto Martén Chavarría, și partenerul său Francisco Orlich Bolmarcich, care este deja un deputat, pentru a analiza situația din țară.